# Alundavisan
Alundavisan är en visa i folkvisestil med text av Arvid August Afzelius (1785-1871), kyrkoherde och hovpredikant som var en av de tidiga stora upptecknarna av svenska folkvisor.